# Wervershoof
Wervershoof (West Frisian: Werfershouf) là một đô thị ở tây bắc Hà Lan, trong tỉnh Noord-Holland và vùng West-Frisia.

## Các trung tâm dân cư
Đô thị Wervershoof bao gồm the following cities, towns, villages and/or districts: Onderdijk, Wervershoof, Zwaagdijk-Oost.

## Chính quyền địa phương
Hội đồng đô thị Wervershoof bao gồm 13 ghế, được chia ra như sau:
- Algemene Belangen Combinatie (ABC) - 3 ghế
- Thỉnh cầu Dân chủ Thiên Chúa giáo (CDA) - 2 ghế
- Progressief Wervershoof (PW) - 2 ghế
- Đảng Dân chủ và Tự do Nhân dân (VVD) - 2 ghế
- Zwaagdijker Dorpsbelang - 2 ghế
- Labour Party (PvdA) - 2 ghế